# Bad Boys 2 (jeu vidéo)
Bad Boys 2 (Bad Boys: Miami Takedown) est un jeu vidéo de tir à la troisième personne développé par Blitz Games et sorti en 2004 sur Windows, GameCube, PlayStation 2 et Xbox.
Il est basé sur le film du même nom.
En 2019, le Joueur du Grenier a fait une critique du jeu.

## Accueil
- Jeuxvideo.com : 8/20 (PS2/XB)[3] - 8/20 (PC)[4] - 7/20 (GC)[5]